# Temporada da NBA de 1996–97
A Temporada da NBA de 1996–97 foi a 51.º temporada da National Basketball Association. O campeão foi o Chicago Bulls.